# Pallone da calcio

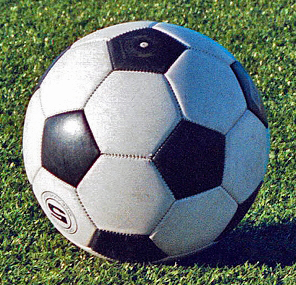
Un pallone da calcio con i classici pentagoni neri ed esagoni bianchi

Un pallone da calcio è un pallone sferico in cuoio utilizzato per disputare gli incontri di calcio.

## Caratteristiche

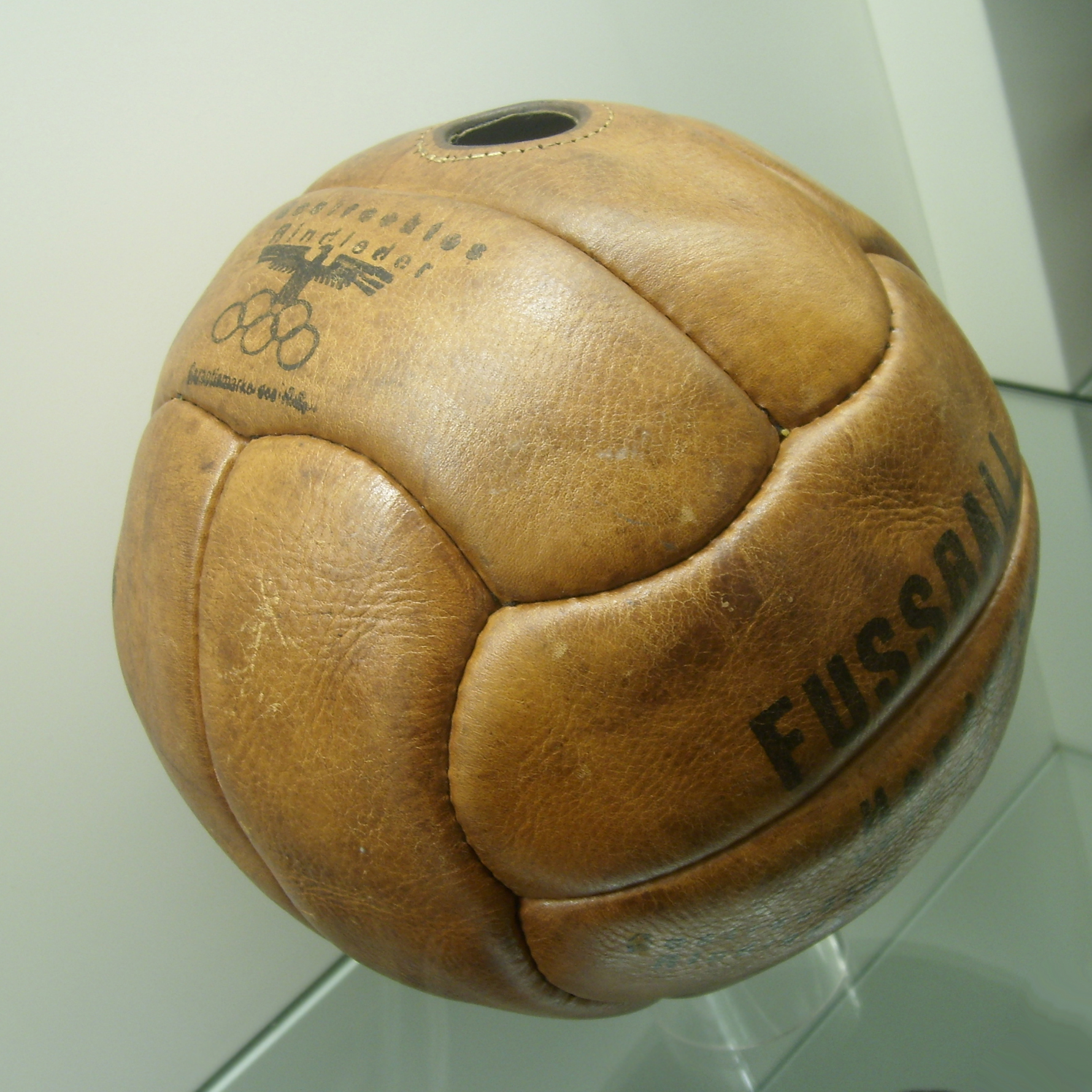
Un pallone da calcio in cuoio realizzato nel 1935 per le Olimpiadi del 1936

La regola 2 del gioco del calcio stabilisce che il pallone debba essere sferico con una circonferenza compresa tra 68 cm e 70 cm e un peso compreso tra 410 g e 450 g (corrispondente a circa 1 libbra nel sistema imperiale), gonfiato a una pressione compresa tra 0,6 atm e 1,1 atm sul livello del mare, e ricoperta da cuoio o altro materiale idoneo.
Il peso richiesto è riferito a un pallone asciutto all'inizio dell'incontro.
Benché i materiali attuali siano impermeabilizzanti, detta specifica è un retaggio del periodo in cui la superficie dei palloni, nelle giornate piovose, assorbiva acqua e si appesantiva notevolmente.
Il formato standard per un pallone da calcio è identificato dalla misura "5" e rispetta i parametri sopracitati.
Palloni di misure più piccole (numeri decrescenti) sono utilizzati per l'allenamento dei piccoli calciatori.
Il "4" (leggermente più piccolo dei palloni standard) viene impiegato nel calcio a 5 e nelle scuole calcio fino all’età di 12 anni.

## Regolamento
Se il pallone diviene difettoso durante il normale svolgimento di una gara, il gioco dovrà essere interrotto, e riprenderà con un nuovo pallone con una rimessa da parte dell'arbitro nel punto in cui si trovava il primo pallone al momento in cui è divenuto difettoso.
Se ciò invece avviene durante l'esecuzione di una ripresa di gioco, o mentre, su un calcio di rigore, esso si sta dirigendo verso la porta avversaria, la relativa ripresa di gioco andrà ripetuta.
Occorre comunque sempre l'autorizzazione dell'arbitro per sostituire il pallone durante la gara.
Se invece il pallone entra in contatto con un elemento estraneo, il gioco dovrà essere interrotto, e riprendere anche in questo caso con una rimessa da parte dell'arbitro. Se invece un secondo pallone entra sul terreno di gioco, si procederà ugualmente soltanto nel caso in cui il secondo pallone non interferisca nell'azione.

### Palloni di riserva
Attorno al terreno di gioco, purché soddisfino i requisiti della Regola 2, possono essere posizionati dei palloni di riserva. Stando alle Decisioni Ufficiali FIGC, la società ospitante deve mettere a disposizione 12 palloni di riserva, la cui mancanza comunque non pregiudica l'inizio di una gara.
I palloni di riserva sono affidati a 10 raccattapalle, i quali coadiuvano l'arbitro nella rapida sostituzione di un pallone in caso di necessità.

## Realizzazione

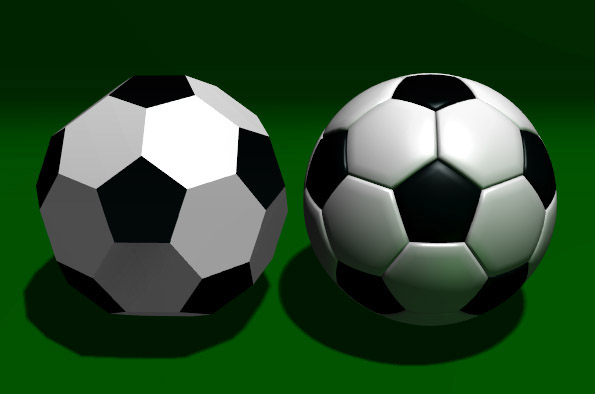
Un icosaedro troncato confrontato con un pallone da calcio moderno

Inizialmente i palloni da calcio avevano una forma piuttosto irregolare e venivano ricavati dalle vesciche dei maiali; successivamente, a partire dal XX secolo, fu adoperata una camera d'aria interna in gomma, ricoperta da 12 strisce di cuoio non impermeabili (in modo da mantenere inalterata la forma, simile a quella di un moderno pallone da pallavolo), le quali venivano legate tra loro in maniera tale da poter consentire il passaggio dell'aria all'interno della camera durante il gonfiaggio.
La maggior parte dei palloni moderni è composta da 32 pannelli di cuoio (o plastica) impermeabile, di cui 12 pentagonali e 20 esagonali. La configurazione a 32 pannelli è basata sulla forma dell'icosaedro troncato ed è sferica poiché i pannelli (cuciti tra di loro) si gonfiano a causa della pressione dell'aria interna. Il primo pallone realizzato in questo modo fu commercializzato da Select negli anni cinquanta in Danimarca. Questa configurazione divenne d'uso comune nell'Europa continentale negli anni sessanta e venne pubblicizzata a livello mondiale grazie a Telstar, il pallone ufficiale del campionato del mondo 1970 prodotto da Adidas.
A partire dal 2004, con la produzione da parte di Adidas di Roteiro, il pallone ufficiale del Campionato europeo di calcio 2004, il primo al mondo con pannelli saldati termicamente, vengono realizzati anche palloni da calcio senza cuciture. A partire dal 2006 è stata abbandonata la forma a 32 pannelli.

## Palloni da calcio usati in competizioni ufficiali
Molte aziende in tutto il mondo fabbricano palloni da calcio. Solo Adidas, però, è il fornitore ufficiale di tutte le partite organizzate da FIFA e UEFA fin dagli anni settanta; inoltre, produce anche il pallone delle partite di UEFA Champions League, Finale, ed ha fornito i palloni per i tornei olimpici di calcio.
Puma, invece, a partire dalla stagione 2022-23, è il fornitore ufficiale dei palloni della Serie A, della Coppa Italia e della Supercoppa italiana, oltre che della Liga.

### Campionato mondiale di calcio
Qui di seguito viene riportata una tabella riepilogativa dei palloni ufficiali del campionato mondiale di calcio dal 1930 ad oggi.
| Edizione | Pallone ufficiale              | Produttore                                              | Immagine | Descrizione |
| -------- | ------------------------------ | ------------------------------------------------------- | -------- | --- |
| 1930     | Pelota Argentina de 12 paneles |                                                         |          | Per il 1º tempo della finale venne utilizzata la "Pelota Argentina", mentre per il 2º tempo fu impiegato il "Modelo T". |
| 1930     | Modelo T                       |                                                         |          | Per il 1º tempo della finale venne utilizzata la "Pelota Argentina", mentre per il 2º tempo fu impiegato il "Modelo T". |
| 1934     | Federale 102                   | ECAS - Ente Centrale Approvvigionamento Sportivi (Roma) |          | |
| 1938     | Allen                          | Allen (Parigi)                                          |          | |
| 1950     | Allen Super Duplo T            | Superball                                               |          | |
| 1954     | Swiss World Champion           | Kost Sport (Basilea)                                    |          | |
| 1958     | Top Star                       | Sydsvenska Läder och Remfabriken (Ängelholm)            |          | |
| 1962     | Crack                          | Señor Custodio Zamora H. (San Miguel)                   |          | |
| 1966     | Slazenger Challenge            | Slazenger                                               |          | |
| 1970     | Telstar                        | Adidas                                                  |          | È stato il primo pallone a presentare il classico disegno a pentagoni neri su fondo bianco, realizzato cucendo insieme 32 pannelli di cuoio (12 pentagoni e 20 esagoni) per rendere più precisa la forma sferica rispetto ai palloni realizzati con strisce di cuoio. Il nome deriva da quello del primo satellite artificiale per telecomunicazioni, cui si ispira per il design. |
| 1974     | Telstar Durlast                | Adidas                                                  |          | Pressoché identico rispetto a Telstar |
| 1978     | Tango                          | Adidas                                                  |          | Era costituito da 32 pannelli (12 pentagoni e 20 esagoni) che creavano un disegno di dodici cerchi uguali. Introdusse un design che sarebbe rimasto pressoché immutato anche per i palloni ufficiali dei cinque successivi Mondiali di calcio. |
| 1982     | Tango España                   | Adidas                                                  |          | Pressoché identico rispetto a Tango. |
| 1986     | Azteca Mexico                  | Adidas                                                  |          | È stato il primo pallone usato in un Mondiale interamente realizzato in materiale sintetico. Le decorazioni interne dei triangoli si ispirano all'arte degli Aztechi. |
| 1990     | Etrusco Unico                  | Adidas                                                  |          | Il nome e l'intricato design prendono ispirazione dalla storia italiana antica e dall'arte etrusca: tre teste di leone etrusche decorano ognuno dei 20 triangoli, che compongono un disegno simile a Tango. |
| 1994     | Questra                        | Adidas                                                  |          | Il nome deriva da un'antica parola anglosassone che significa the quest for the star ("la ricerca delle stelle"). Di questo pallone sono state realizzate altre 3 versioni: Questra Europa (per gli Europei del 1996, il primo a colori, con la rappresentazione dei Tre leoni e di una rosa), Questra Olympia (per le Olimpiadi del 1996) e Questra Apollo (per la Liga 1996-1997). |
| 1998     | Tricolore                      | Adidas                                                  |          | È stato il primo pallone multicolore usato in un Mondiale. Il design rimane ancora quello dei suoi predecessori, ma i triangoli sono dipinti con i colori della bandiera francese (blu, bianco e rosso), da cui prende il nome. |
| 2002     | Fevernova                      | Adidas                                                  |          | Presenta un design composto da un triangolo grigio bordato d'oro, con i vertici ricurvi sovrastati ognuno da una fiammella di fuoco rossa. Tale forma rassomiglia a quella di un shuriken. |
| 2006     | +Teamgeist                     | Adidas                                                  |          | +Teamgeist (il cui nome in tedesco significa "spirito di squadra") è composto da 14 pannelli curvi termosaldati (che lo rendono un equivalente di un ottaedro troncato), apparendo più rotondo e più preciso nelle traiettorie dei tiri a seconda del punto in cui viene calciato; essendo quasi impermeabile, in caso di pioggia non modifica le proprie prestazioni in maniera sensibile. In ogni partita del Mondiale 2006 è stato personalizzato stampando sulla sua superficie la data della partita, il nome dello stadio e quelli delle squadre. Per la finale tra Italia e Francia è stata utilizzata una versione speciale, chiamata "+Teamgeist Berlin", che differisce da quella standard per i riempimenti dorati stampati sulla superficie. |
| 2006     | +Teamgeist Berlin              | Adidas                                                  |          | +Teamgeist (il cui nome in tedesco significa "spirito di squadra") è composto da 14 pannelli curvi termosaldati (che lo rendono un equivalente di un ottaedro troncato), apparendo più rotondo e più preciso nelle traiettorie dei tiri a seconda del punto in cui viene calciato; essendo quasi impermeabile, in caso di pioggia non modifica le proprie prestazioni in maniera sensibile. In ogni partita del Mondiale 2006 è stato personalizzato stampando sulla sua superficie la data della partita, il nome dello stadio e quelli delle squadre. Per la finale tra Italia e Francia è stata utilizzata una versione speciale, chiamata "+Teamgeist Berlin", che differisce da quella standard per i riempimenti dorati stampati sulla superficie. |
| 2010     | Jabulani                       | Adidas                                                  |          | Jabulani (che in lingua zulu vuol dire "festeggiare") è stato presentato ufficialmente il 4 dicembre 2009 nel corso dei sorteggi per la fase finale del Mondiale del 2010. È formato da 8 pannelli termosaldati e predisposti in maniera sferica. Sulla sua superficie presenta un motivo di 11 colori (il numero non è casuale, in quanto simboleggia sia gli 11 calciatori di una squadra, sia le 11 comunità sudafricane e le loro lingue) composto da 4 triangoli che ricordano vagamente l'aspetto del FNB Stadium di Johannesburg, dove si è disputata la finale vinta dalla Spagna l'11 luglio 2010, oltre al logo a colori ufficiale della manifestazione. Supporta la tecnologia "grip 'n' groove", realizzata da Adidas per consentire una miglior precisione nei tiri e nel controllo del pallone. Come nel 2006, per la finale è stata utilizzata una versione speciale che si chiama "Jo'bulani": il nome deriva dall'incrocio tra Jabulani e Jo'burg, forma abbreviata con cui è nota Johannesburg, da sempre definita "città dell'oro" (non a caso, i triangoli di Jo'bulani sono dorati rispetto a Jabulani). |
| 2010     | Jo'bulani                      | Adidas                                                  |          | Jabulani (che in lingua zulu vuol dire "festeggiare") è stato presentato ufficialmente il 4 dicembre 2009 nel corso dei sorteggi per la fase finale del Mondiale del 2010. È formato da 8 pannelli termosaldati e predisposti in maniera sferica. Sulla sua superficie presenta un motivo di 11 colori (il numero non è casuale, in quanto simboleggia sia gli 11 calciatori di una squadra, sia le 11 comunità sudafricane e le loro lingue) composto da 4 triangoli che ricordano vagamente l'aspetto del FNB Stadium di Johannesburg, dove si è disputata la finale vinta dalla Spagna l'11 luglio 2010, oltre al logo a colori ufficiale della manifestazione. Supporta la tecnologia "grip 'n' groove", realizzata da Adidas per consentire una miglior precisione nei tiri e nel controllo del pallone. Come nel 2006, per la finale è stata utilizzata una versione speciale che si chiama "Jo'bulani": il nome deriva dall'incrocio tra Jabulani e Jo'burg, forma abbreviata con cui è nota Johannesburg, da sempre definita "città dell'oro" (non a caso, i triangoli di Jo'bulani sono dorati rispetto a Jabulani). |
| 2014     | Brazuca                        | Adidas                                                  |          | Presentato ufficialmente il 3 dicembre 2013, il nome (che è un termine colloquiale per indicare l'orgoglio brasiliano in generale) è stato scelto il 2 settembre 2012 tramite votazione popolare a cui hanno partecipato oltre 1 milione di brasiliani. Il motivo raffigurato sul pallone (con i colori verde, blu e rosso) richiama i braccialetti portafortuna indossati in Brasile. Anche in quest'edizione, per la finale è stata usata una variante del pallone standard, chiamata "Brazuca Final Rio", che si differenzia da Brazuca per i colori del motivo, che sono il verde e il giallo del Trofeo Coppa del Mondo FIFA. |
| 2014     | Brazuca Final Rio              | Adidas                                                  |          | Presentato ufficialmente il 3 dicembre 2013, il nome (che è un termine colloquiale per indicare l'orgoglio brasiliano in generale) è stato scelto il 2 settembre 2012 tramite votazione popolare a cui hanno partecipato oltre 1 milione di brasiliani. Il motivo raffigurato sul pallone (con i colori verde, blu e rosso) richiama i braccialetti portafortuna indossati in Brasile. Anche in quest'edizione, per la finale è stata usata una variante del pallone standard, chiamata "Brazuca Final Rio", che si differenzia da Brazuca per i colori del motivo, che sono il verde e il giallo del Trofeo Coppa del Mondo FIFA. |
| 2018     | Telstar 18                     | Adidas                                                  |          | Pallone ufficiale utilizzato nella Coppa del Mondo 2018, con un design che intende omaggiare l'Adidas Telstar utilizzato nelle edizioni del 1970 e del 1974. A partire dalla fase ad eliminazione diretta è stata impiegata la variante "Telstar Mechta" con inserti di colore rosso. |
| 2018     | Telstar Mechta                 | Adidas                                                  |          | Pallone ufficiale utilizzato nella Coppa del Mondo 2018, con un design che intende omaggiare l'Adidas Telstar utilizzato nelle edizioni del 1970 e del 1974. A partire dalla fase ad eliminazione diretta è stata impiegata la variante "Telstar Mechta" con inserti di colore rosso. |
| 2022     | Al Rihla                       | Adidas                                                  |          | Presentato ufficialmente da Adidas il 30 marzo 2022, il suo nome significa "il viaggio" in arabo ed è caratterizzato da un design iridescente con forme che si rifanno all'architettura del Qatar. Dalle semifinali, invece, è stata impiegata la variante Al Hilm, la cui decorata d'oro e con i colori della bandiera qatariota. |
| 2022     | Al Hilm                        | Adidas                                                  |          | Presentato ufficialmente da Adidas il 30 marzo 2022, il suo nome significa "il viaggio" in arabo ed è caratterizzato da un design iridescente con forme che si rifanno all'architettura del Qatar. Dalle semifinali, invece, è stata impiegata la variante Al Hilm, la cui decorata d'oro e con i colori della bandiera qatariota. |

### Campionato europeo di calcio
Qui di seguito viene riportata una tabella riepilogativa dei palloni ufficiali del campionato europeo di calcio, a partire dall'edizione del 1968.
| Edizione | Pallone ufficiale      | Produttore | Immagine | Descrizione |
| -------- | ---------------------- | ---------- | -------- | --- |
| 1968     | Telstar Elast          | Adidas     |          | Stesse caratteristiche di Telstar |
| 1972     | Telstar Durlast        | Adidas     |          | Stesse caratteristiche di Telstar |
| 1976     | Telstar Durlast        | Adidas     |          | Stesse caratteristiche di Telstar |
| 1980     | Tango Italia           | Adidas     |          | Stesse caratteristiche di Tango |
| 1984     | Tango Mundial          | Adidas     |          | Stesse caratteristiche di Tango |
| 1988     | Tango Europa           | Adidas     |          | Stesse caratteristiche di Tango |
| 1992     | Etrusco Unico          | Adidas     |          | È lo stesso pallone impiegato per i Mondiali del 1990 |
| 1996     | Questra Europa         | Adidas     |          | Stesse caratteristiche di Questra, ma per la prima volta ci sono dei motivi colorati |
| 2000     | Terrestra Silverstream | Adidas     |          | Simile al Tricolore, ma con il design dei triangoli più tradizionale |
| 2004     | Roteiro                | Adidas     |          | Il nome è un riferimento alle grandi esplorazioni navali portoghesi fra il XV secolo ed il XVI secolo. Per la prima volta in un torneo ufficiale, ogni singola palla fu personalizzata per ogni partita, riportando il nome delle squadre in campo, la data, il nome dello stadio e le sue coordinate terrestri. Inoltre è stato il primo pallone ad essere realizzato con una tecnica di termosaldatura sviluppata da Adidas. |
| 2008     | Europass               | Adidas     |          | Il nome ha diversi significati: oltre ad indicare il passaggio della palla tra i calciatori, indica anche la collaborazione tra i due paesi organizzatori, Austria e Svizzera, e tra i tifosi delle squadre che partecipano alla fase finale. Come Teamgeist, è composto da 14 pannelli curvi saldati termicamente, è stato personalizzato ad ogni partita con data, stadio e squadre in campo ed è stata realizzata la sua versione speciale per la finale, "Europass Gloria", caratterizzata rispetto a quella normale dalla presenza dell'immagine della coppa all'interno del cerchio nero soprastante il nome del pallone sulla sua superficie. |
| 2008     | Europass Gloria        | Adidas     |          | Il nome ha diversi significati: oltre ad indicare il passaggio della palla tra i calciatori, indica anche la collaborazione tra i due paesi organizzatori, Austria e Svizzera, e tra i tifosi delle squadre che partecipano alla fase finale. Come Teamgeist, è composto da 14 pannelli curvi saldati termicamente, è stato personalizzato ad ogni partita con data, stadio e squadre in campo ed è stata realizzata la sua versione speciale per la finale, "Europass Gloria", caratterizzata rispetto a quella normale dalla presenza dell'immagine della coppa all'interno del cerchio nero soprastante il nome del pallone sulla sua superficie. |
| 2012     | Tango 12               | Adidas     |          | Il pallone dell'Europeo 2012, presentato ufficialmente il 2 dicembre 2011 in occasione dei sorteggi dei gironi della fase finale, richiama il Tango sia nel nome sia nel motivo impresso sulla superficie, decorato al suo interno con bande bianco-rosse e giallo-blu (ovvero i colori delle bandiere di Polonia ed Ucraina).La finale è stata disputata con una variante argentata chiamata "Tango 12 Final Kyiv" |
| 2012     | Tango 12 Final Kyiv    | Adidas     |          | Il pallone dell'Europeo 2012, presentato ufficialmente il 2 dicembre 2011 in occasione dei sorteggi dei gironi della fase finale, richiama il Tango sia nel nome sia nel motivo impresso sulla superficie, decorato al suo interno con bande bianco-rosse e giallo-blu (ovvero i colori delle bandiere di Polonia ed Ucraina).La finale è stata disputata con una variante argentata chiamata "Tango 12 Final Kyiv" |
| 2016     | Beau Jeu               | Adidas     |          | Il pallone dell'Europeo 2016, presentato ufficialmente il 12 novembre 2015 dall'ex calciatore Zinédine Zidane, decorato con bande blu, bianche e rosse (ovvero i colori della bandiera della Francia). Il 21 giugno 2016 è stato presentato da Paul Pogba il pallone chiamato "Fracas", utilizzato dagli ottavi in poi. |
| 2016     | Fracas                 | Adidas     |          | Il pallone dell'Europeo 2016, presentato ufficialmente il 12 novembre 2015 dall'ex calciatore Zinédine Zidane, decorato con bande blu, bianche e rosse (ovvero i colori della bandiera della Francia). Il 21 giugno 2016 è stato presentato da Paul Pogba il pallone chiamato "Fracas", utilizzato dagli ottavi in poi. |
| 2020     | Uniforia               | Adidas     |          | Il nome del pallone di EURO 2020, presentato ufficialmente il 6 novembre 2019, è formato dall'unione dei termini inglesi unity ("unità") ed euphoria ("euforia"). Per le semifinali e la finale del torneo è stata presentata una nuova versione del pallone, chiamato Uniforia Finale, che si differenzia da quello normale da pennellate verdi, rosse, ciano e rosa, ispirate ai simboli iconici di Londra. |
| 2020     | Uniforia Finale        | Adidas     |          | Il nome del pallone di EURO 2020, presentato ufficialmente il 6 novembre 2019, è formato dall'unione dei termini inglesi unity ("unità") ed euphoria ("euforia"). Per le semifinali e la finale del torneo è stata presentata una nuova versione del pallone, chiamato Uniforia Finale, che si differenzia da quello normale da pennellate verdi, rosse, ciano e rosa, ispirate ai simboli iconici di Londra. |
| 2024     | Fussballliebe          | Adidas     |          | Il pallone ufficiale dell'Europeo 2024 è stato presentato il 15 novembre 2023, e il suo nome significa "amore per il calcio". |

### Torneo olimpico di calcio
Qui di seguito viene riportata una tabella riepilogativa dei palloni ufficiali dei tornei di calcio delle Olimpiadi estive, a partire dall'edizione del 1968.
| Edizione | Pallone ufficiale         | Produttore | Immagine | Descrizione |
| -------- | ------------------------- | ---------- | -------- | --- |
| 1968     | Telstar Elast             | Adidas     |          | |
| 1972     | Telstar Durlast           | Adidas     |          | |
| 1976     | Telstar Durlast           | Adidas     |          | |
| 1980     | Tango Gol                 | Adidas     |          | Stesse caratteristiche di Tango |
| 1984     | Tango Sevilla             | Adidas     |          | Stesse caratteristiche di Tango |
| 1988     | Tango Seoul               | Adidas     |          | Stesse caratteristiche di Tango |
| 1992     | Etrusco Unico             | Adidas     |          | |
| 1996     | Questra Olympia           | Adidas     |          | Stesse caratteristiche di Questra |
| 2000     | Gamarada                  | Adidas     |          | Simile a Terrestra Silverstream, ma colorato di rosso |
| 2004     | Pelias                    | Adidas     |          | |
| 2008     | Teamgeist 2 Magnus Moenia | Adidas     |          | Simile a +Teamgeist, ma con i riempimenti interni del motivo curvilineo colorati di rosso. Sulla sua superficie è stato stampato, inoltre, il nome della nazione ospitante, la Cina, in ideogrammi cinesi dorati.     |
| 2012     | The Albert                | Adidas     |          | The Albert è completamente bianco, salvo per il logo di Londra 2012. È composto da una serie di blocchi triangolari saldati tra loro termicamente per assicurare una traiettoria di volo il più rettilinea possibile. |
| 2016     | Errejota                  | Adidas     |          | Simile a Beau Jeau, ma con bande colorate di tonalità gialle e verdi. |
| 2020     | Conext 21                 | Adidas     |          | Originariamente era stato designato come pallone ufficiale Adidas Tsubasa, ma a causa del rinvio dei giochi legato alla pandemia di COVID-19 venne sostituito dal successivo Conext 21.                               |